# Радьков (деревня)
Ра́дьков (бел. Радзькаў) — деревня в составе Краснослободского сельсовета Быховского района Могилёвской области Республики Беларусь.

## Население
- 2023 год — 1 человек